# Nadpłytkowość wtórna
Nadpłytkowość wtórna – choroba polegająca na patologicznym wzroście płytek krwi, wywoływana przez inne schorzenia. Liczba płytek krwi we krwi obwodowej wynosi powyżej 400 000/µl.

## Choroby powodujące nadpłytkowość wtórną
- nowotwory lite
- niedokrwistość z niedoboru żelaza
- niedokrwistości hemolityczne
- przewlekłe choroby zapalne i infekcyjne
- ostra utrata krwi
- alkoholizm
- usunięcie śledziony
- u częstych dawców krwi

## Objawy
Najczęściej nie daje objawów, nie wywołuje skazy krwotocznej ani zakrzepicy.

## Leczenie
Wyleczenie jest możliwe po skutecznym leczeniu choroby podstawowej.